# ماريلا أندينو
ماريلا أندينو (بالإنجليزية: Mariela Andino)‏ مواليد 9 أكتوبر 1992، هي لاعبة كرة يد دومينيكية تلعب كجناح أيمن. مثلت منتخب جمهورية الدومينيكان لكرة اليد للسيدات.

## سجل المنافسة
شاركت في البطولات التالية:
- بطولة العالم لكرة اليد للسيدات 2013